# Пел (Саксонија)
Пел (њем. Pöhl) општина је у њемачкој савезној држави Саксонија. Једно је од 45 општинских средишта округа Фогтланд. Према процјени из 2010. у општини је живјело 2.791 становника. Посједује регионалну шифру (AGS) 14523330.

## Географски и демографски подаци
Пел се налази у савезној држави Саксонија у округу Фогтланд. Општина се налази на надморској висини од 370 метара. Површина општине износи 36,6 km². У самом мјесту је, према процјени из 2010. године, живјело 2.791 становника. Просјечна густина становништва износи 76 становника/km².